# اف.کی ۵۸ کول‌هوون
اف. کی ۵۸ کول‌هوون (به انگلیسی: Koolhoven_F.K.58) یک هواگرد از نوع هواپیمای جنگنده ساخت شرکت Koolhoven است. هواگرد اف. کی ۵۸ کول‌هوون نخستین پروازش را در ۱۷ ژوئیه ۱۹۳۸ میلادی انجام داد. این هواگرد در سال ۱۹۴۰ میلادی رسماً معرفی گردید و در سال‌های ۱۹۳۹–۱۹۴۰ تولید شده‌است. در مجموع، تعداد ۲۰ فروند از این هواگرد ساخته شده‌است.
طراح این هواگرد، Erich Schatzki بود.